# آورو ۶۴۳ کادت
آورو ۶۴۳ کادت (به انگلیسی: Avro 643 Cadet) یک هواپیمای ساختِ کارخانهٔ آورو در کشور بریتانیا است که در سال ۱۹۳۲ ساخته شد. این هواپیما در ۱۹۳۱ میلادی نخستین پرواز خود را انجام داد.